# Ibiza (město)
Město Ibiza, (katalánsky Ciutat d'Eivissa, španělsky Ibiza), se nachází na jihovýchodním pobřeží stejnojmenného ostrova v Baleárském souostroví. Zaujímá plochu 11 km² a v roce 2015 čítalo 49 975 obyvatel. Je největším sídlem, jakož i správním a hospodářským střediskem ostrova Ibiza.

## Historie
Město založili Féničané kolem roku 700 př. n. l. pod jménem Ibes nebo též Ebusim. Název, později označující i celý ostrov, zřejmě pochází od jména fénického a egyptského boha Besa. Po pádu Kartága ovládli Ibizu Římané. Středisko ostrova bylo tehdy zváno Ebesus, později za císařství též Flavia Augusta. Po vyplenění Vandaly roku 426 a po byzantské nadvládě v 6. a 7. století se Baleárské ostrovy dostaly pod maurský vliv. Ibiza (arabsky zvaná Jabiza) zažila vpády Normanů a na čas se stala součástí Córdobského chalifátu.
Roku 1235 Ibizu dobyl Aragonský král Jakub I. a připojil ji k aragonské koruně. Stará maurská pevnost, obehnaná silnými kamennými zdmi, vystupujícími přímo ze skal, byla v 16. století za Filipa II. výrazně zesílena na ochranu proti pirátům.

## Kultura
Dnešní historické části města – D'alt Vila, Sa Marina a malebná rybářská část Sa Penya jsou protkány úzkými uličkami, které skrývají množství barů, restaurací, kaváren, butiků a diskoték a lákají turisty k návštěvě. Historické jádro Ibizy je od roku 1999 zapsáno na seznamu světového dědictví UNESCO.